# Szendrő Oszkár
Szendrő Oszkár (Budapest, 1889. április 11. – Budapest, 1947. augusztus 1.) válogatott labdarúgó, hátvéd.

## Pályafutása

### Klubcsapatban
1907 és 1914 között a BTC labdarúgója volt, ahol kétszer lett bronzérmes a csapattal, 1908–09-ben és 1912–13-ban.

### A válogatottban
1908 és 1913 között 13 alkalommal szerepelt a magyar válogatottban.

## Sikerei, díjai
- Magyar bajnokság
  - 3.: 1908–09, 1912–13

## Statisztika

### Mérkőzései a válogatottban
| Magyarország | Magyarország      | Magyarország                    | Magyarország  | Magyarország | Magyarország | Magyarország  | Magyarország | Magyarország |
| #            | Dátum             | Helyszín                        | Hazai         | Eredmény     | Vendég       | Kiírás        | Gólok        | Esemény      |
| ------------ | ----------------- | ------------------------------- | ------------- | ------------ | ------------ | ------------- | ------------ | ------------ |
| 1.           | 1908. november 1. | Budapest, Millenáris-pálya      | Magyarország  | 5 – 3        | Ausztria     | barátságos    | -            |              |
| 2.           | 1909. április 4.  | Budapest, Millenáris-pálya      | Magyarország  | 3 – 3        | Németország  | barátságos    | -            |              |
| 3.           | 1909. május 2.    | Bécs, Cricketer-pálya           | Ausztria      | 3 – 4        | Magyarország | barátságos    | -            |              |
| 4.           | 1909. május 30.   | Budapest, Millenáris-pálya      | Magyarország  | 1 – 1        | Ausztria     | barátságos    | -            |              |
| 5.           | 1909. május 31.   | Budapest, Millenáris-pálya      | Magyarország  | 2 – 8        | Anglia       | barátságos    | -            |              |
| 6.           | 1909. november 7. | Budapest, Millenáris-pálya      | Magyarország  | 2 – 2        | Ausztria     | barátságos    | -            |              |
| 7.           | 1910. május 26.   | Budapest, Millenáris-pálya      | Magyarország  | 6 – 1        | Olaszország  | barátságos    | -            |              |
| 8.           | 1910. november 6. | Budapest, Millenáris-pálya      | Magyarország  | 3 – 0        | Ausztria     | barátságos    | -            |              |
| 9.           | 1911. január 1.   | Párizs, Stade du CAP            | Franciaország | 0 – 3        | Magyarország | barátságos    | -            |              |
| 10.          | 1911. január 8.   | Zürich                          | Svájc         | 2 – 0        | Magyarország | barátságos    | -            |              |
| 11.          | 1911. október 29. | Budapest, Millenáris-pálya      | Magyarország  | 9 – 0        | Svájc        | barátságos    | -            |              |
| 12.          | 1911. november 5. | Budapest, Üllői úti pálya       | Magyarország  | 2 – 0        | Ausztria     | Wagner-serleg | -            |              |
| 13.          | 1913. október 26. | Budapest, Hungária körúti pálya | Magyarország  | 4 – 3        | Ausztria     | Wagner-serleg | -            |              |
|              | Összesen          |                                 |               | 13           | mérkőzés     |               | 0            | gól          |